# Vaillant Deschamps
Pour les articles homonymes, voir Deschamps.
Vaillant Deschamps (né le 25 septembre 1906 à Aimargues et décédé le 30 septembre 1969 dans la même ville) est un militant anarchiste français.

## Biographie
Militant anarchiste, il appartient, comme ses frères, à l'important groupe d'Aimargues.
Le 20 mars 1938, en compagnie des frères Rogati, de Marcellin Mari et de son frère Joseph, il manifeste contre un rassemblement de la Jeunesse ouvrière chrétienne (JOC) à Aimargues. L'affaire tourne à la foire d'empoigne et il est condamné le 21 juin par le tribunal correctionnel de Nîmes à 15 jours de prison et 25 francs d’amende pour « violences et voies de fait ».
Petit propriétaire viticulteur, il s'est marié deux fois.
Militant de la section française de la Solidarité internationale antifasciste (SIA), successeur du Comité pour l'Espagne libre, il est signalé le 29 septembre 1939 par le commissaire divisionnaire de police spéciale, qui le désigne comme « militant anarchiste susceptible d’être actif en cas de mouvement révolutionnaire ».
Pendant la Seconde Guerre mondiale, il est interné à Saint-Sulpice-la-Pointe.